# Affectief handelen
Affectief handelen is gedrag dat wordt gemotiveerd door affecten en emotie. Een bepaalde stimulus kan een ongecontroleerde reactie tot gevolg hebben waarvan de betekenis niet altijd duidelijk is. Dat betekent echter niet dat het handelen niet gerationaliseerd kan worden. Als bekend is hoe de affecten en emoties achter het handelen tot stand zijn gekomen, kan duidelijk worden wat de betekenis van het handelen is.
Affectief handelen is een van de ideaaltypes van socioloog Max Weber voor sociaal handelen. De andere zijn doelrationeel, waarderationeel en traditioneel handelen. In werkelijkheid zal het ideaaltype nooit in deze pure vorm voorkomen, maar meerdere ideaaltypes combineren. Weber zag de moderne maatschappij (Gesellschaft) als een beweging richting doelrationaliteit. Dit zou de onttovering van de wereld tot gevolg hebben; aan rationele verklaringen wordt een hogere waarde toegekend dan aan verklaringen op andere gronden, zoals religie en bijgeloof.